# 冨波古墳
冨波古墳（とばこふん）は、滋賀県野洲市冨波甲にある古墳。形状は前方後方墳。大岩山古墳群（国の史跡）を構成する古墳の1つ。

## 概要
| 地区   | 古墳名       | 墳丘         | 墳丘      | 築造時期    |
| ------ | ------------ | ------------ | --------- | ----------- |
| 冨波   | 冨波古墳     | 前方後方墳   | 墳丘長42m | 3c後半      |
| 冨波   | 古冨波山古墳 | 円墳         | 直径30m   | 3c後半      |
| 辻町   | 大塚山古墳   | 帆立貝形古墳 |           | 5c前半      |
| 冨波   | 亀塚古墳     | 帆立貝形古墳 | 墳丘長47m | 5c後半-末   |
| 小篠原 | 天王山古墳   | 前方後円墳   | 墳丘長50m | 6c初頭      |
| 小篠原 | 円山古墳     | 円墳         | 直径28m   | 6c前半      |
| 小篠原 | 甲山古墳     | 円墳         | 直径30m   | 6c中葉      |
| 辻町   | 宮山2号墳    | 円墳         | 直径15m   | 6c末-7c前半 |

滋賀県南部、野洲川右岸の扇状地に築造された古墳である。これまでに墳丘は削平されて古墳域は水田として利用されていたが、1982年（昭和57年）の発掘調査で埋没古墳として発見されている。
墳形は前方部がほぼ直線的に開く前方後方形で、前方部を南西方向に向ける。墳丘周囲には幅4.5-7メートルの周濠が巡らされるが、墳丘が左右対称形であるのとは異なる左右非対称形で、墳丘南側では墳丘形状に沿うのに対して北側では直線的とする。周濠を含めた全長は52メートルを測る。埋葬施設は削平のため明らかでないが、調査では後方部中央において墳丘主軸から30度東に振る方向の遺構が検出されている。また周濠くびれ部付近の井戸状遺構から近江地方の特徴を有する古墳時代初頭頃の土器が、周濠東隅から東海地方の特徴を有する丹塗りの壺片が出土している。
築造時期は、古墳時代初頭の3世紀後半頃と推定される。大岩山古墳群8基のうちでは最古期の築造であり、近江地方における前方後方形周溝墓から古墳への変遷を考察するうえで重要視される古墳になる。
古墳域は1985年（昭和60年）に国の史跡に指定されている（史跡「大岩山古墳群」のうち）。なお南東隅では円形周溝墓が確認されており、本古墳との関連性が指摘される。

## 遺跡歴
- 1982年（昭和57年）、宅地造成に伴う事前発掘調査で発見（野洲町教育委員会、1983年に概要報告）[2]。
- 1985年（昭和60年）2月7日、国の史跡に指定（史跡「大岩山古墳群」のうち）[5]。

## 墳丘
墳丘の規模は次の通り。
- 墳丘長：42メートル
- 後方部 - ほぼ正方形。
  - 長さ：23メートル（または22メートル[3][4]）
  - 幅：20.7メートル
- 前方部
  - 長さ：20メートル
  - 幅：19メートル

## 関連施設
- 野洲市歴史民俗博物館（銅鐸博物館）（野洲市辻町）

## 関連文献
（記事執筆に使用していない関連文献）
- 『冨波遺跡発掘調査概要 -野洲郡野洲町冨波字亀塚所在-』野洲町教育委員会、1983年。
- 『史跡大岩山古墳群 冨波古墳調査整備報告書 -野洲市冨波字亀塚所在-』野洲市教育委員会、2008年。